# Parigi di notte
Parigi di notte è un film a episodi del 1965, diretto dai registi francesi Jean-Luc Godard, Claude Chabrol, Jean Douchet, Jean-Daniel Pollet, Éric Rohmer e Jean Rouch, concepito come una sorta di manifesto collettivo della  “École du 16 mm” pour la Défense et Illustration de la Nouvelle Vague. L'idea base è quella di raccontare dei tranche de vie ambientati ognuno in un diverso quartiere di Parigi.

## Trama

### Montparnasse-Levallois
La giovane Monika ha una relazione con due uomini diversi; decide di lasciare uno dei due e di scrivere invece una lettera d'amore all'altro. Subito dopo avere imbucato le buste nella posta pneumatica, è convinta di avere invertito le due lettere. Corre subito da Ivan, scultore d'avanguardia che lavora il metallo a Montparnasse, ma lui la caccia senza lasciarla spiegare.
Decisa a salvare la situazione, si reca a Levallois-Perret da Roger, che ha un'officina meccanica, e si fa trovare nel suo letto per chiedergli perdono di avere sbagliato lettera. Ma anche lui la caccia: in realtà le buste non erano sbagliate, è lei che si è tradita rivelando all'uno l'esistenza dell'altro.

## Produzione
Il ventiquattrenne Barbet Schroeder, fondatore della casa di produzione Les Films du Losange e collaboratore di Éric Rohmer, è l'ideatore del progetto di questo film a episodi su un tema già parecchio sfruttato eppure evocativo: Parigi. L'obiettivo è un film a basso cachet e svincolato dai grandi produttori commerciali. Ognuno dei sei registi ha libertà di lavorare secondo il proprio stile, utilizzando una pellicola a 16 mm a colori e il sonoro in presa diretta per filmare un angolo della capitale, l'equivalente di un racconto breve in letteratura. I sei registi prescelti sono tutti targati "giovane cinema francese".

### Montparnasse-Levallois
Le riprese hanno luogo all'inizio di gennaio 1964, e consistono in dieci piani-sequenza, i quattro più lunghi divisi tra l'atelier di Hiquilly a Montparnasse e l'officina meccanica a Levallois-Perret.

## Critica

### Montparnasse-Levallois
Godard ha già anticipato la trama di questo corto in La donna è donna, quando Jean-Paul Belmondo racconta a Anna Karina la storia dell'equivoco con i due amanti come se fosse un aneddoto. In realtà si tratta di un racconto che qualche autore individua all'interno dei Contes du lundi di Jean Giraudoux; in realtà la raccolta Contes du lundi è di Alphonse Daudet, Giraudoux ha scritto Les Contes d'un matin: è in questa raccolta pubblicata nel 1910 che appare il racconto La Méprise, dal quale Godard ha tratto l'aneddoto.
(Jean-Luc Godard)
Il regista esita a accettare la proposta del giovane produttore Barbet Schroeder, soprattutto perché lo attira di più l'episodio Gare du Nord assegnato a Jean Rouch.
Il quartiere di Montparnasse e la città-satellite di Levallois-Perret sono i due capolinea dell'autobus n. 94, ma rappresentano anche l'arte a confronto con l'artigianato. Per il ruolo protagonista, Godard ingaggia la giovane attrice canadese Joanna Shimkus, presentatagli da Pascal Aubier, assistente alla regia di Parigi di notte. Godard la fa vestire come il personaggio di Angela in La donna è donna (1961) interpretato da sua moglie Anna Karina.
Le riprese vengono affidate all'operatore Albert Maysles, un virtuoso del 16 mm che ha lavorato nel USA con D. A. Pennebaker: dovrà girare le scene come se si trattasse di un réportage, ciò che Godard chiama Action-film per parafrasare l'Action-sculpture praticata da Philippe Hiquilly, che nel film interpreta Ivan, ma nella vita è davvero un artista del ferro.